# Mastira menoka
Mastira menoka là một loài nhện trong họ Thomisidae.
Loài này thuộc chi Mastira. Mastira menoka được Benoy Krishna Tikader miêu tả năm 1963.